# Morti nel 1993/Senza giorno specificato
| Questa pagina contiene informazioni ricavate automaticamente dalle voci biografiche con l'ausilio del template Bio e di un bot. L'aggiornamento è periodico e automatico e ricostruisce completamente la pagina. Se manca una persona in questa lista, sei pregato di non aggiungerla, ma accertati piuttosto che la sua voce biografica contenga il template Bio e che i dati anagrafici siano correttamente compilati. Se il template Bio manca, inseriscilo tu stesso o, in alternativa, metti l'avviso {{tmp\|Bio}} che ne segnala la mancanza. Se i dati riportati sono sbagliati, correggi direttamente la voce biografica; le modifiche saranno visibili in questa lista entro pochi giorni. Per chiarimenti vedi il progetto biografie. La lista contiene solo le 64 persone che sono citate nell'enciclopedia e per le quali è stato implementato correttamente il template Bio. Pagina aggiornata al 3 mar 2024. |

- Luigi Albani, calciatore italiano (n. 1928)
- Walter Alberti, archivista italiano
- Khurshid Aslam, hockeista su prato pakistano (n. 1936)
- Bruno Bacchetti, calciatore italiano (n. 1925)
- Nina Batalli, pittrice italiana (n. 1913)
- Fortunato Bellonzi, scrittore, critico d'arte e saggista italiano (n. 1907)
- Antonio Bellucco, calciatore italiano (n. 1921)
- Vladimir Borisovič Berenštejn, regista sovietico (n. 1927)
- Abhi Bhattacharya, attore indiano (n. 1921)
- Angelina Cabras, matematica italiana (n. 1898)
- Mario Calandri, pittore e incisore italiano (n. 1914)
- Tom Carini, banchiere italiano (n. 1916)
- Giacomo Chiapponi, ingegnere e politico italiano (n. 1894)
- Nicola Ciarletta, critico d'arte, critico teatrale e critico cinematografico italiano (n. 1910)
- Cooper Terry, chitarrista, armonicista e cantante statunitense (n. 1949)
- Antonio Cosentino, velista italiano (n. 1919)
- Nicola Costarella, compositore, critico musicale e musicologo italiano (n. 1911)
- Zaharia Cuşnir, fotografo moldavo (n. 1912)
- Simion Cuțov, pugile rumeno (n. 1952)
- Gian Rodolfo D'Accardi, pittore italiano (n. 1906)
- Emidio De Felice, linguista e lessicografo italiano (n. 1918)
- Luigi De Santis, politico italiano
- Eduards Freimanis, calciatore lettone (n. 1919)
- Maria Gentile, soprano italiano (n. 1902)
- David Grogan, pallanuotista britannico (n. 1914)
- Roberto Irañeta, calciatore argentino (n. 1915)
- Stella Kramrisch, storica dell'arte ceca (n. 1896)
- Joseph Kyle, calciatore scozzese (n. 1913)
- Eda Lichtman, superstite dell'Olocausto polacca (n. 1915)
- Gianfranco Manara, pittore italiano (n. 1924)
- Ettore Mannucci, calciatore e allenatore di calcio italiano (n. 1929)
- Lajos Markos, pittore statunitense (n. 1917)
- Charles Maystre, egittologo e archeologo svizzero (n. 1907)
- Ennio Missaglia, fumettista italiano (n. 1930)
- Jozef Molnár, calciatore slovacco (n. 1920)
- Alberto Mori, geografo italiano (n. 1909)
- Yutaka Morioka, aviatore giapponese (n. 1922)
- Rafael Navarro, attore spagnolo (n. 1912)
- Gerardo Ottani, calciatore italiano (n. 1909)
- Anna Maria Pancani, attrice italiana (n. 1936)
- Luigi Pasotelli, poeta italiano (n. 1926)
- Gino Patti, pittore italiano (n. 1925)
- Pedro Murilla Fuentes, allenatore di pallacanestro brasiliano (n. 1929)
- Lloyd Perl, attore statunitense (n. 1909)
- Italo Petrelli, bobbista italiano (n. 1918)
- Ștefan Petrescu, tiratore a segno rumeno (n. 1931)
- Enrico Piretti, liutaio italiano (n. 1911)
- Valentina Pistoli, architetto albanese (n. 1928)
- Ebe Poli, pittrice italiana (n. 1901)
- Francesco Possenti, poeta italiano (n. 1899)
- Vladimir Prokof'ev, fisico sovietico (n. 1898)
- Arnold Rodgers, calciatore e allenatore di calcio inglese (n. 1923)
- Györgyné Rozgonyi, schermitrice ungherese (n. 1906)
- Celestino Russova, calciatore e allenatore di calcio italiano (n. 1922)
- Franco Floriano Salani, pittore italiano (n. 1923)
- Giorgio Santiano, pianista e compositore italiano (n. 1932)
- Vladimir Ščerbakov, calciatore sovietico (n. 1945)
- Italo Sgobbo, medico e archeologo italiano (n. 1901)
- Clemente Spampinato, scultore italiano (n. 1912)
- William Towns, designer inglese (n. 1936)
- Raoul Traverso, fumettista italiano (n. 1915)
- Hannah Troy, stilista statunitense (n. 1900)
- Roberto Veller, regista teatrale italiano (n. 1933)
- Damir Alekseevič Vjatič-Berežnych, regista sovietico (n. 1925)